# Gran Premi de Finlàndia de Motocròs 250cc
|  | Per a altres significats, vegeu «Gran Premi de Finlàndia de Motocròs». |

El Gran Premi de Finlàndia de Motocròs en la cilindrada de 250cc (en finès, Motocross 250cc Suomen Grand Prix), abreujat GP de Finlàndia de 250cc, fou una prova internacional de motocròs que es va celebrar anualment a Finlàndia entre el 1960 i el 1996, és a dir, des de la quarta edició del Campionat d'Europa fins a força anys abans del final del Campionat del Món d'aquesta cilindrada (fou el 2004 quan la històrica categoria dels 250cc es reconvertí a la nova MX1, actual MXGP). Juntament amb el Gran Premi de Suècia, l'esdeveniment conformava l'etapa nòrdica del mundial, sovint a l'agost (normalment, ambdós Grans Premis es disputaven de forma consecutiva, amb poques setmanes de diferència).
Després d'una edició inicial a Hèlsinki, el Gran Premi se celebrà durant quatre anys seguits al mateix circuit que hostatjava el GP de Finlàndia de 500cc, Ruskeasanta, un circuit situat dins l'àrea metropolitana de Hèlsinki que gestionava el Motoclub Vantaa (Vantaan Moottorikerho - VMK ). Fou en aquest circuit on, el 1964, Joël Robert aconseguí el primer dels seus sis tituols mundials. El 1965, l'esdeveniment es traslladà a Hyvinkää, on romangué durant 19 anys fins que, el 1990, inicià una etapa de rotació per diversos circuits finlandesos, entre ells, de nou, Ruskeasanta.

## Edicions
| Població                | Regió            | Data usual | De   | A    | Edicions |
| ----------------------- | ---------------- | ---------- | ---- | ---- | -------- |
| Hèlsinki                | Uusimaa          | Al juny    | 1960 | 1960 | 1        |
| Ruskeasanta (Tikkurila) | Uusimaa          | Variable   | 1961 | 1995 | 6        |
| Hyvinkää                | Uusimaa          | A l'agost  | 1965 | 1991 | 20       |
| Kuopio                  | Savònia del Nord | Al maig    | 1990 | 1990 | 1        |
| Heinola                 | Päijät-Häme      | A l'estiu  | 1992 | 1996 | 3        |
| Total                   | 5                |            |      |      | 31       |

Notes
1. ↑  Entre parèntesis, el municipi al qual pertany si no és homònim.
2. ↑  Districte de Vantaa.

## Palmarès
Font:
| Edició | Any  | Lloc                     | Data            | Guanyador        | Guanyador     |
| ------ | ---- | ------------------------ | --------------- | ---------------- | ------------- |
| I      | 1960 | Hèlsinki                 | 18-19 de juny   | Arthur Lampkin   | BSA           |
|        |      |                          |                 |                  |               |
| II     | 1961 | Ruskeasanta              | 17-18 de juny   | Torsten Hallman  | Husqvarna     |
| III    | 1962 | Ruskeasanta              | 16-17 de juny   | Aarno Erola      | Husqvarna     |
| IV     | 1963 | Ruskeasanta              | 6-7 de juliol   | Torsten Hallman  | Husqvarna     |
| V      | 1964 | Ruskeasanta              | 11-12 de juliol | Joël Robert      | ČZ            |
|        |      |                          |                 |                  |               |
| VI     | 1965 | Hyvinkää                 | 31j-1 d'agost   | Torsten Hallman  | Husqvarna     |
| VII    | 1966 | Hyvinkää                 | 30-31 de juliol | Olle Pettersson  | Husqvarna     |
| VIII   | 1967 | Hyvinkää                 | 29-30 de juliol | Olle Pettersson  | Husqvarna     |
| IX     | 1968 | Hyvinkää                 | 26-27 de juliol | Kalevi Vehkonen  | Husqvarna     |
| X      | 1969 | Hyvinkää                 | 9-10 d'agost    | Joël Robert      | ČZ            |
| XI     | 1970 | Hyvinkää                 | 8-9 d'agost     | Heikki Mikkola   | Husqvarna     |
| XII    | 1971 | Hyvinkää                 | 7-8 d'agost     | Sylvain Geboers  | Suzuki        |
| XIII   | 1972 | Hyvinkää                 | 5-6 d'agost     | Sylvain Geboers  | Suzuki        |
| XIV    | 1973 | Hyvinkää                 | 4-5 d'agost     | Håkan Andersson  | Yamaha        |
| XV     | 1974 | Hyvinkää                 | 3-4 d'agost     | Harry Everts     | Puch          |
| XVI    | 1975 | Hyvinkää                 | 16-17 d'agost   | Harry Everts     | Puch          |
|        | 1976 | No es disputà            | No es disputà   | No es disputà    | No es disputà |
| XVII   | 1977 | Hyvinkää                 | 20-21 d'agost   | Guennady Moiseev | KTM           |
| XVIII  | 1978 | Hyvinkää                 | 19-20 d'agost   | Thorleif Hansen  | Kawasaki      |
| XIX    | 1979 | Hyvinkää                 | 30j-1 de juliol | Kees van der Ven | Maico         |
| XX     | 1980 | Hyvinkää                 | 16-17 d'agost   | Kees van der Ven | KTM           |
|        | 1981 | No es disputà            | No es disputà   | No es disputà    | No es disputà |
| XXI    | 1982 | Hyvinkää                 | 21-22 d'agost   | Kees van der Ven | KTM           |
| XXII   | 1983 | Hyvinkää                 | 20-21 d'agost   | Danny LaPorte    | Yamaha        |
| XXIII  | 1984 | Hyvinkää                 | 18-19 d'agost   | Marc Velkeneers  | Gilera        |
|        |      | 1985-1988: No es disputà |                 |                  |               |
| XXIV   | 1989 | Hyvinkää                 | 12-13 d'agost   | Pekka Vehkonen   | Yamaha        |
|        |      |                          |                 |                  |               |
| XXV    | 1990 | Kuopio                   | 19-20 de maig   | Alessandro Puzar | Suzuki        |
| XXVI   | 1991 | Hyvinkää                 | 31-26 de maig   | Pekka Vehkonen   | Yamaha        |
| XXVII  | 1992 | Heinola                  | 8-9 d'agost     | Rob Herring      | Honda         |
| XXVIII | 1993 | Ruskeasanta              | 7-8 d'agost     | Stefan Everts    | Kawasaki      |
| XXIX   | 1994 | Heinola                  | 16-17 de juliol | Yves Demaria     | Honda         |
| XXX    | 1995 | Ruskeasanta              | 20-21 de maig   | Marnicq Bervoets | Suzuki        |
| XXXI   | 1996 | Heinola                  | 15-16 de juny   | Marnicq Bervoets | Suzuki        |

## Estadístiques
S'han considerat tots els resultats compresos entre el 1960 i el 1996.

### Guanyadors múltiples
| Pilot            | Victòries |
| ---------------- | --------- |
| Torsten Hallman  | 3         |
| Kees van der Ven | 3         |
| Joël Robert      | 2         |
| Sylvain Geboers  | 2         |
| Olle Pettersson  | 2         |
| Harry Everts     | 2         |
| Pekka Vehkonen   | 2         |
| Marnicq Bervoets | 2         |

### Victòries per país
| País           | Victòries |
| -------------- | --------- |
| Bèlgica        | 10        |
| Suècia         | 7         |
| Finlàndia      | 5         |
| Països Baixos  | 3         |
| Regne Unit     | 2         |
| Unió Soviètica | 1         |
| Estats Units   | 1         |
| França         | 1         |
| Itàlia         | 1         |
| Total          | 31        |

### Victòries per marca
| Marca     | Victòries |
| --------- | --------- |
| Husqvarna | 8         |
| Suzuki    | 5         |
| Yamaha    | 4         |
| KTM       | 3         |
| Honda     | 2         |
| Kawasaki  | 2         |
| ČZ        | 2         |
| Puch      | 2         |
| BSA       | 1         |
| Maico     | 1         |
| Gilera    | 1         |
| Total     | 31        |